# Fugger von Kirchberg

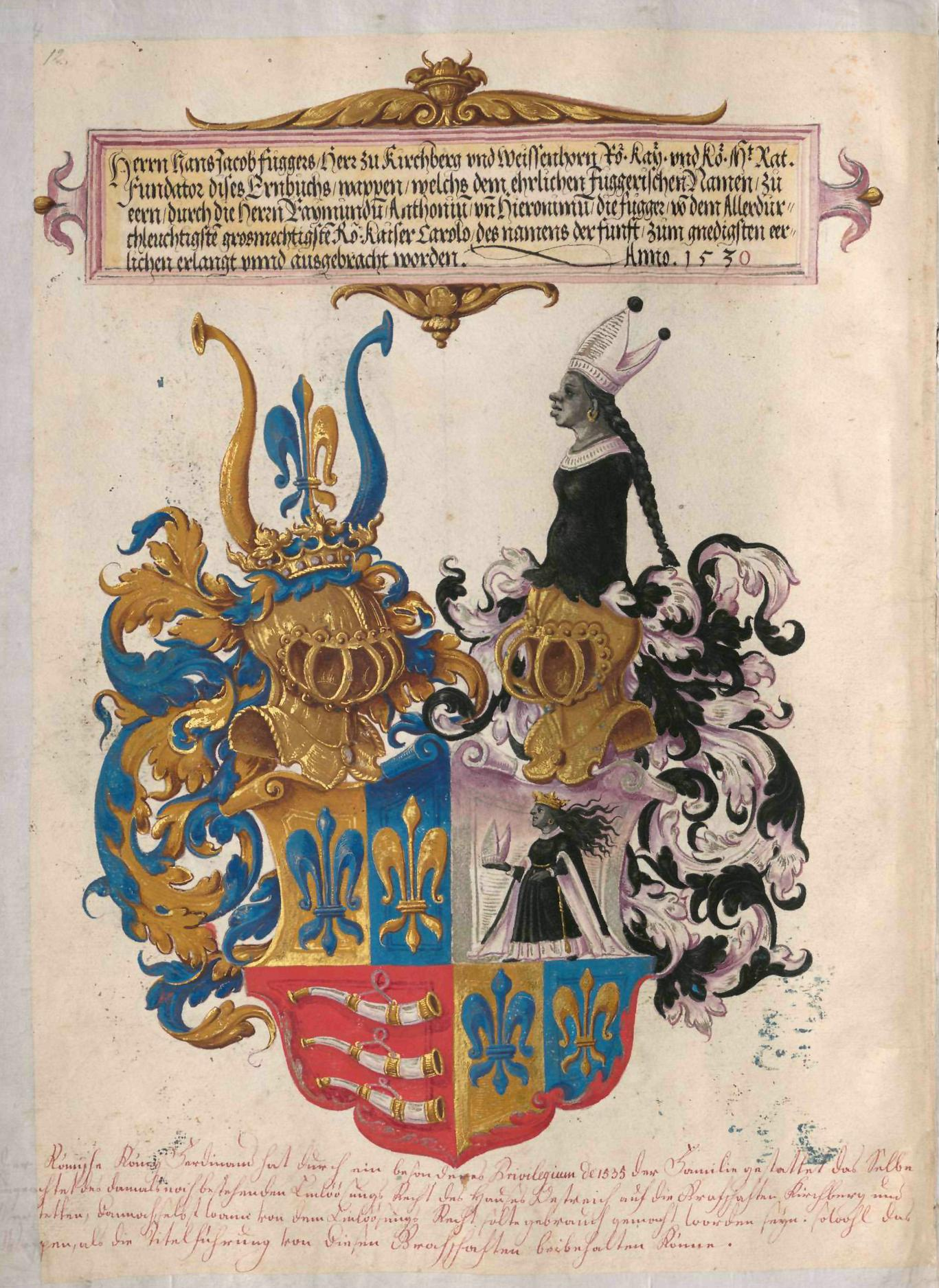
1530 verliehenes gräfliches Wappen der Fugger von Kirchberg und Weißenhorn

Fugger von Kirchberg und zu Weißenhorn ist die Bezeichnung der aus der Familie Fugger von der Lilie hervorgegangen gräflichen Linie des Hauses Fugger. Als letzter Teil der Raymund-Linie, also der Nachfahren Raymund Fuggers, erlosch sie 1968 im Mannesstamm und besteht seither in weiblicher Linie fort.

## Geschichte
Die Familie entstand nach dem Erwerb der Grafschaft Kirchberg und der Herrschaften Weißenhorn, Wullenstetten, Pfaffenhausen und Resten der früheren Grafschaft Marstetten im Jahr 1507 durch Jakob Fugger „den Reichen“. Raymund Fugger wurde 1535 zum Reichsgrafen erhoben, als König Ferdinand I. am 20. Juni 1535 ein Privileg erließ, wonach die Fugger sich Grafen zu Kirchberg, Weißenhorn und Marstetten nennen durften. Stammvater der Linie Fugger von Kirchberg und zu Weißenhorn war schließlich Georg Fugger (1518–1569), zweiter Sohn von Raymund Fugger. Philipp Eduard und Octavianus Secundus Fugger schieden 1580 aus der Firma aus und gründeten 1586 ein zweites Fugger’sches Familienunternehmen. Die Firma „Georg Fuggerische Erben“ beteiligte sich am Gewürzhandel mit der portugiesischen Krone und arbeitete dabei eng mit den Welsern zusammen. Diese Firma betrieb darüber hinaus Kreditgeschäfte.

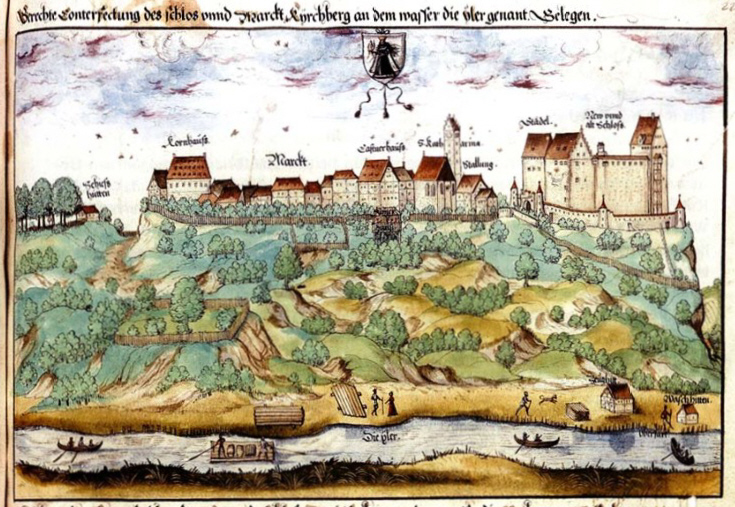
Ansicht von Kirchberg über der Iller

Von 1507 bis 1724 war die Herrschaft Kirchberg-Weißenhorn auf Widerruf und unter immer neuen Fristverlängerungen an die Fugger ausgegeben. Nach einer vorübergehenden habsburgischen Rücklösung 1724 stand die Herrschaft Kirchberg-Weißenhorn dann von 1735 bis 1806, in eingeschränkter Form als Herrschaftsgericht sogar bis 1848 durchgehend unter fuggerscher Verwaltung. Die Herrschaft war dabei nie reichsunmittelbar, sondern Teil Vorderösterreichs. Der Friede von Pressburg (1805) bewirkte den Übergang Vorderösterreichs an Bayern. 1806 erfolgte die Mediatisierung fast aller bayerischer Adelsherrschaften und somit auch Kirchberg-Weißenhorns. Die Herrschaft wurde entsprechend der Illergrenze den Königreichen Bayern und Württemberg zugeschlagen, wobei der bayerische Teil Kirchberg-Weißenhorns noch bis 1848 unter der Gerichtsbarkeit des gräflich-fuggerischen Herrschaftsgerichts in Weißenhorn stand.
Am 1. Oktober 1848 verkauften die Fugger Schloss Weißenhorn an die Stadt Weißenhorn. Die Grafen Fugger von Kirchberg haben aber heute noch ihren Sitz auf dem 1767 von Franz Anton Bagnato erbauten Fuggerschloss Oberkirchberg.
Die Linie der Fugger von Kirchberg ist mit dem Tod von Clemens Joseph Graf Fugger von Kirchberg am 31. Dezember 1968 im Mannesstamm erloschen. Chefin des Hauses der Linie Fugger von Kirchberg ist heute Maria Elisabeth Gräfin Thun-Fugger. Sie ist Mitglied im Fuggerschen Familienseniorat und leitet die Stiftung Fuggerei.

## Bekannte Vertreter
- Franz Fugger von Kirchberg (1843–1901), deutscher Politiker
- Friedrich Fugger von Kirchberg und Weißenhorn (1787–1846), Generalmajor, Landtagsabgeordneter
- Hartmann Fugger von Kirchberg (1829–1899), deutscher Jurist und Politiker, MdR
- Octavianus Secundus Fugger von Kirchberg und Weißenhorn (1549–1600), deutscher Handelsherr und Kunstmäzen
- Philipp Eduard Fugger von Kirchberg und Weissenhorn (1546–1618), deutscher Handelsherr